# Andropolia illepida
Andropolia illepida là một loài bướm đêm trong họ Noctuidae.